# Famille Lyzohoub

La famille Lyzohoub ou Lyzogoub, (Лизогубы) fait partie des familles aristocratiques polonaises, russe et de l'hetmanat.
La famille étaient originaires du village de Helm'yaziv  du district de Zolotoniskogo, région de Tcherkassy.

## Personnalités

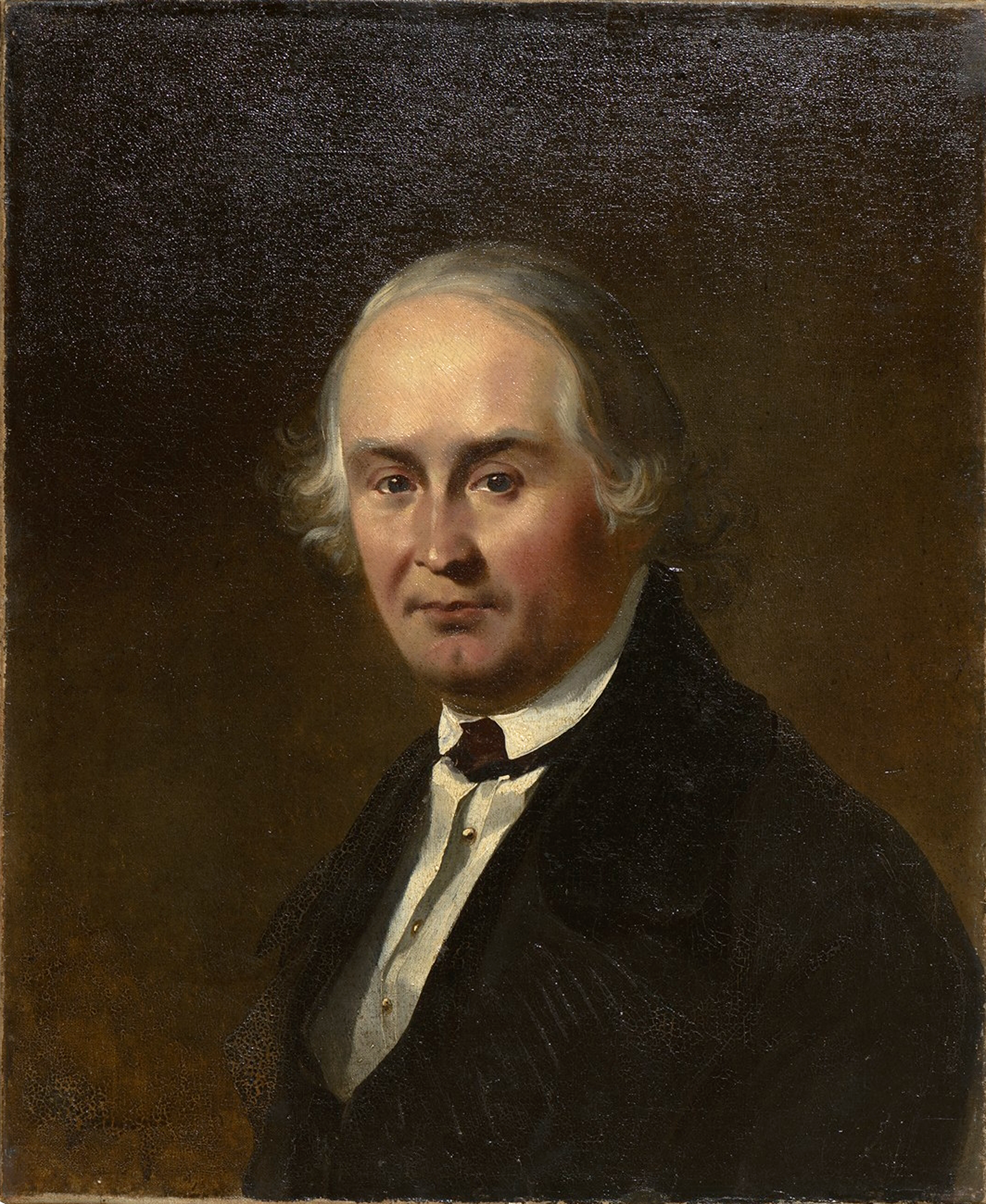
Ilya par Taras Chevtchenko.

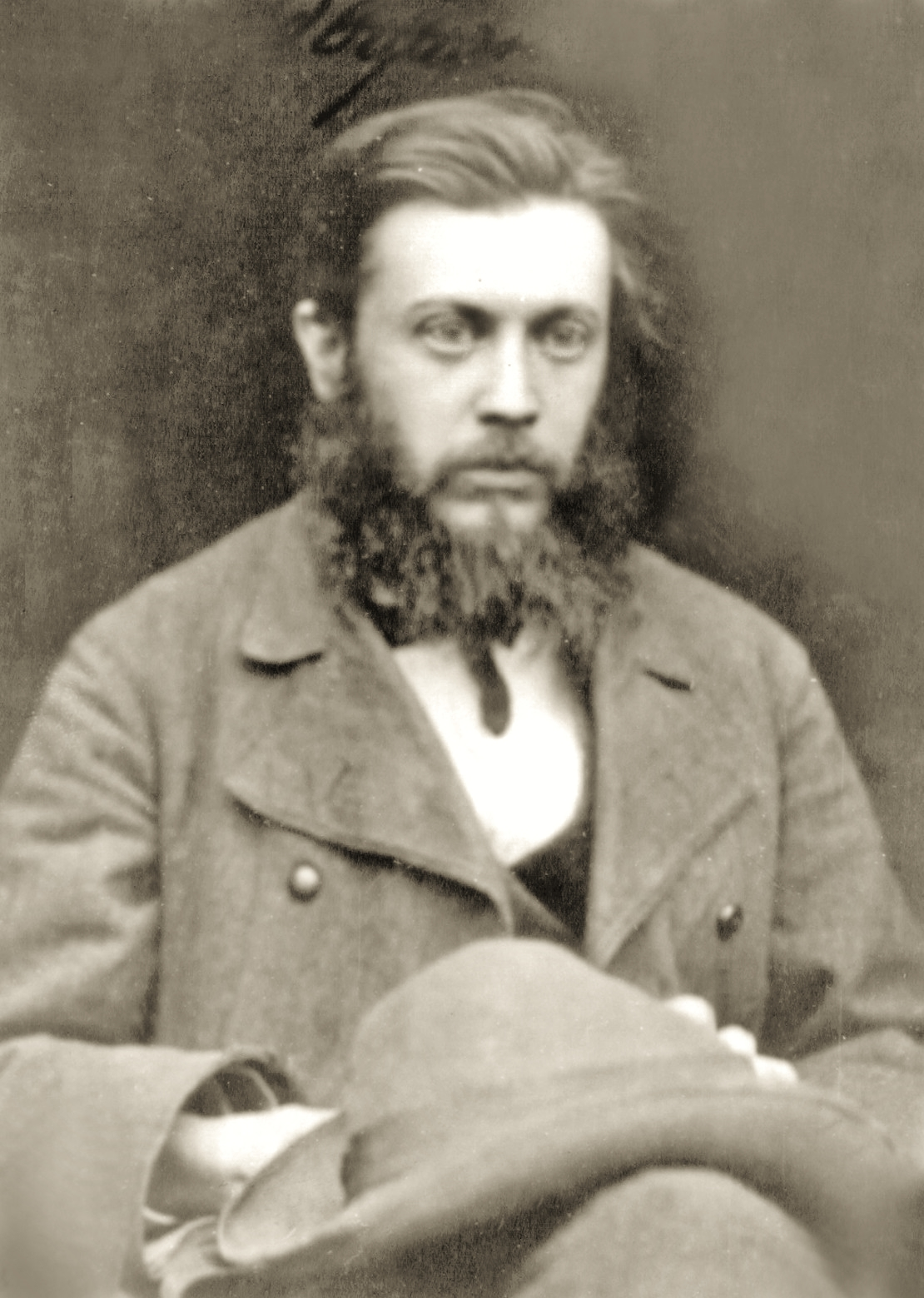
Dmitro.

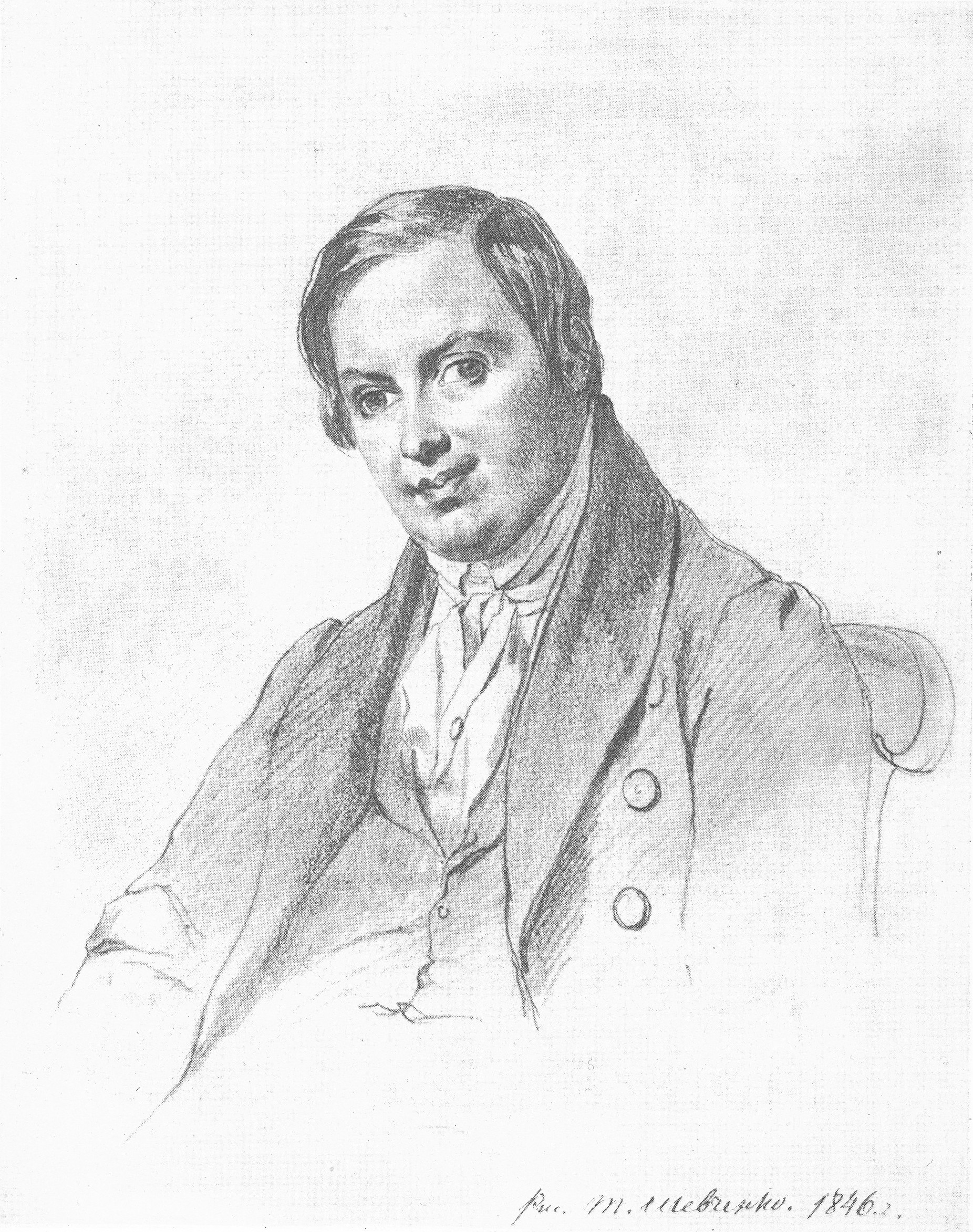
Andryi par Taras Chevtchenko.

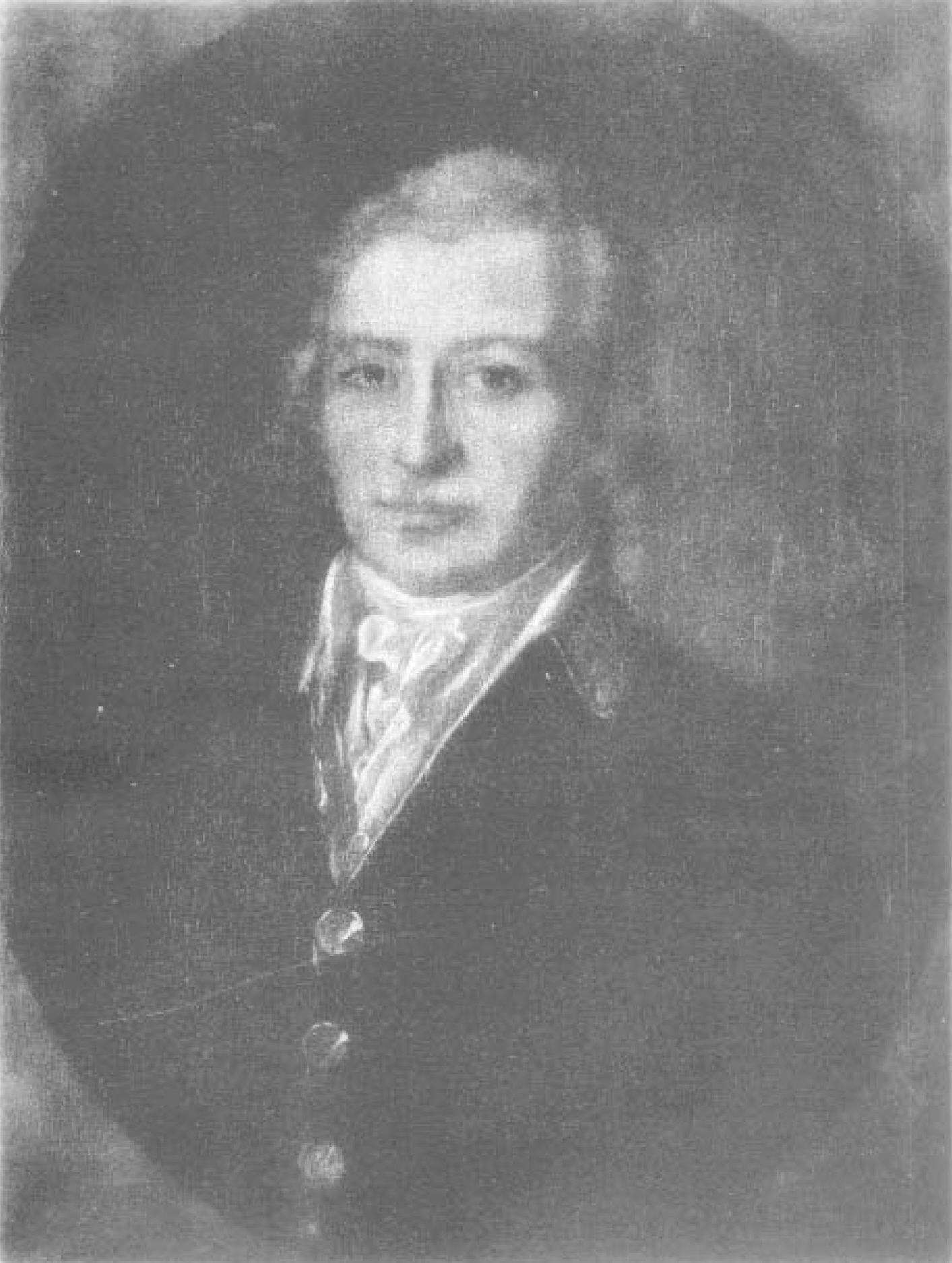
Ivan.

- Fedir Lyzohoub premier ministre ukrainien.
- Iakov Lizogoub, hetman de la rive gauche.
- Ivan Kindratovich (né en 1662), ancien colonel du régiment de Kaniv en 1659, et colonel du régiment d'Ouman de 1659 à 1662.

## Propriétés

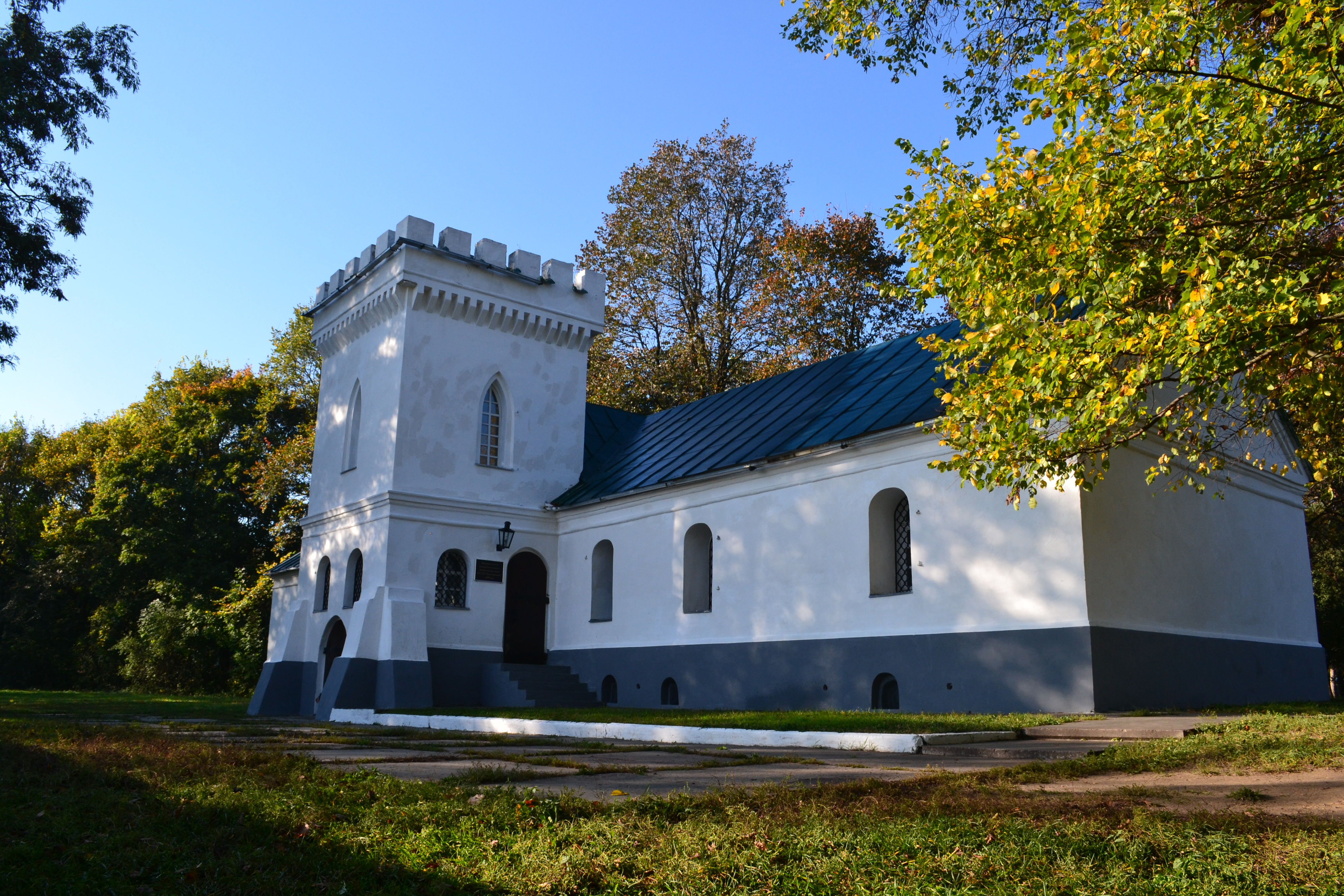
Le Domaine Lyzohoub.
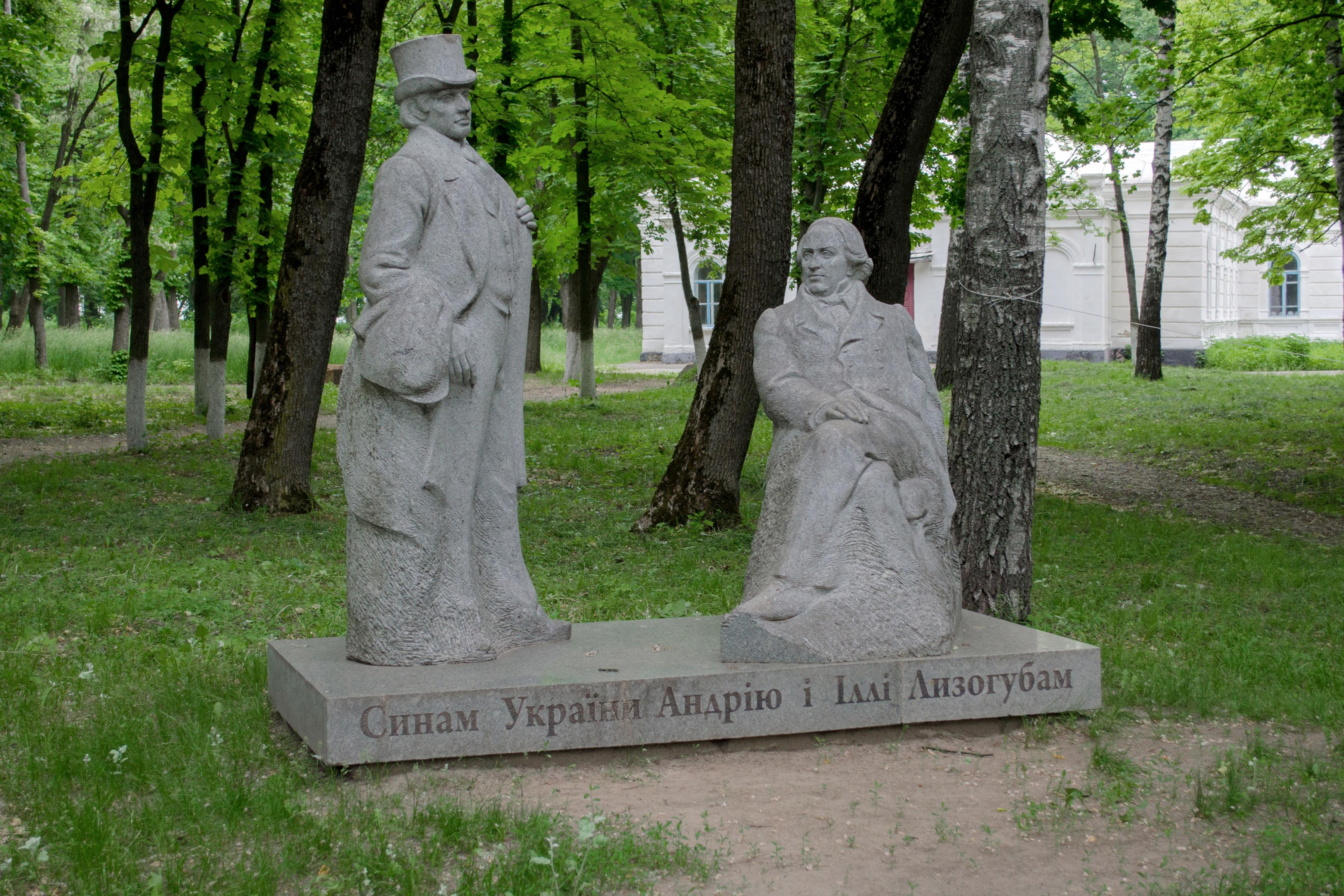
Statues de Ilya et Andryi.
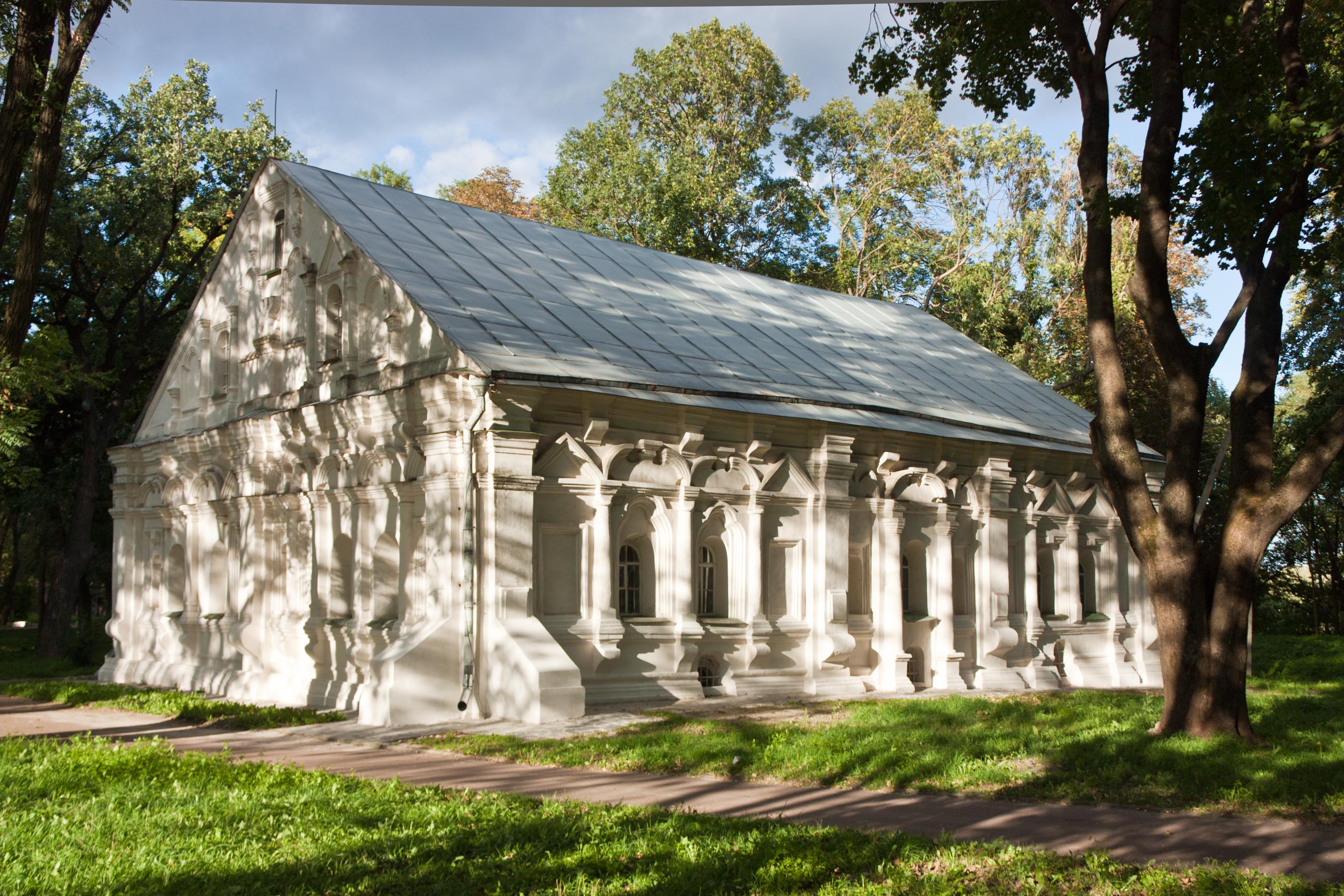
Maison Lyzohoub à Tchernihiv.